# Дамм, Ульрик
У́льрик Дамм (дат. Ulrik Damm; род. 1970, Verninge, Южная Дания) — датский кёрлингист и тренер по кёрлингу.
В составе мужской сборной Дании участник чемпионата мира 1997 и двух чемпионатов Европы. Чемпион Дании среди мужчин (1996), дважды чемпион Дании среди смешанных команд. Участник двух юниорских чемпионатов мира, дважды чемпион Дании среди юниоров.
Как тренер смешанной парной сборной Дании участник чемпионата мира 2015.

## Достижения
- Чемпионат Дании по кёрлингу среди мужчин: золото (1996).
- Чемпионат Дании по кёрлингу среди смешанных команд: золото (1991, 2015).
- Чемпионат Дании по кёрлингу среди юниоров: золото (1991, 1992).

## Команды
| Сезон                                          | Четвёртый         | Третий                  | Второй            | Первый              | Запасной Тренер                           | Турниры                             |
| ---------------------------------------------- | ----------------- | ----------------------- | ----------------- | ------------------- | ----------------------------------------- | ----------------------------------- |
| 1990—91                                        | Torkil Svensgaard | Ульрик Дамм             | Kenny Tordrup     | Лассе Дамм          | Peter Bull                                | ДЧЮ 1991 · ЧМЮ 1991 (5 место)       |
| 1991—92                                        | Torkil Svensgaard | Ульрик Дамм             | Kenny Tordrup     | Peter Bull          | Лассе Дамм                                | ДЧЮ 1992 · ЧМЮ 1992 (9 место)       |
| 1995—96                                        | Ульрик Шмидт      | Лассе Лаурсен           | Ульрик Дамм       | Брайан Хансен       |                                           | ЧДМ 1996                            |
| 1996—97                                        | Ульрик Шмидт      | Лассе Лаурсен           | Брайан Хансен     | Ульрик Дамм         | тренер: Франтс Гуфлер                     | ЧЕ 1996 (5 место)                   |
| 1996—97                                        | Ульрик Шмидт      | Лассе Лаурсен           | Брайан Хансен     | Ульрик Дамм         | Карстен Свенсгор тренер: Билл Кэри        | ЧМ 1997 (6 место)                   |
| 2011—12                                        | Ульрик Дамм       | Kjell-Arne Olsson       | Микаэль Квист     | Martin Poulsen      | Брайан Хансен                             | ЧДМ 2012 (??? место)                |
| 2013—14                                        | Ульрик Дамм       | Kjell-Arne Olsson       | Søren Jensen      | Haldan Skaarberg    |                                           | ЧДМ 2013 (8 место)                  |
| 2014—15                                        | Ульрик Дамм       | Kjell-Arne Olsson       | Keld Henriksen    | Søren Jensen        |                                           |                                     |
| 2015—16                                        | Миккель Краусе    | Мартин Грёнбех          | Daniel Abrahamsen | Ульрик Дамм         | Kjell-Arne Olsson                         |                                     |
| 2016—17                                        | Мартин Грёнбех    | Ульрик Дамм             | Daniel Abrahamsen | Nicolai Frederiksen |                                           |                                     |
| 2016—17                                        | Ульрик Дамм       | Каспер Викстен          | Daniel Abrahamsen | Kasper Jørgensen    |                                           |                                     |
| 2017—18                                        | Ульрик Дамм       | Каспер Викстен          | Daniel Abrahamsen | Kasper Jørgensen    |                                           |                                     |
| 2017—18                                        | Миккель Краусе    | Мартин Грёнбех          | Daniel Abrahamsen | Ульрик Дамм         |                                           |                                     |
| 2017—18                                        | Миккель Краусе    | Mads Nørgaard Rasmussen | Daniel Abrahamsen | Ульрик Дамм         | Даниэль Поульсен тренер: Кеннет Хертсдаль | ЧЕ 2018 (группа C) (гр. С: 1 место) |
| 2018—19                                        | Ульрик Дамм       | Каспер Викстен          | Daniel Abrahamsen | Kasper Jørgensen    | Daniel Buchholt тренер: Микаэль Квист     | ЧМ (квал.) 2019 (7 место)           |
| Кёрлинг среди смешанных команд (mixed curling) |                   |                         |                   |                     |                                           |                                     |
| 1990—91                                        | Johannes Jensen   | Ангелина Йенсен         | Ульрик Дамм       | Кирстен Йенсен      |                                           | ЧДСК 1991                           |
| 2014—15                                        | Мадлен Дюпон      | Миккель Краусе          | Дениз Дюпон       | Ульрик Дамм         |                                           | ЧДСК 2015                           |

(скипы выделены полужирным шрифтом)

## Результаты как тренера национальных сборных
| Год  | Турнир                                              | Сборная                | Место |
| ---- | --------------------------------------------------- | ---------------------- | ----- |
| 2015 | Чемпионат мира по кёрлингу среди смешанных пар 2015 | Дания (смешанная пара) | 5     |